# Волфганг Николаус фон Ауершперг
Волфганг Николаус фон Ауершперг (на немски: Wolfgang Nikolaus Freiherr von Auersperg; * 1579; † 3 април 1632) е австрийски благородник, фрайхер от фамилията Ауершперг в Пайленщайн.

## Произход
Той е най-големият син на фрайхер Волфганг Зигмунд фон Ауершперг († 1598) и съпругата му Фелицитас фон Виндиш-Грец (1560 – 1615), внучка на Зигфрид фон Виндиш-Грец (1485 – 1541), дъщеря на фрайхер Якоб II фон Виндиш-Грец (1524 – 1577) и Анна Мария фон Велц († 1564). Брат е на Паул Фолхард (1581 – 1605), Волфганг Вайкхарт фон Ауершперг (1583 – 1665/1666) и Андреас фон Ауершперг (1597 – 1632).

## Фамилия
Волфганг Николаус фон Ауершперг се жени на 23 януари 1611 г. за Анна Юстина фон Щубенберг (* 4 април 1594; † 26 март 1630). Те имат 5 деца:
- Зигмунд Еразмус (1613 – 1661), фрайхер, женен 1640 г. за фрайин Евзебия Бенигна фон Кауниц (1612 – 1675)
- Георг Бартоломаус (1615 – 1616)
- Волфганг Матиас (1616 – 1678), граф, женен 1671 г. за Катарина Регина фон Пихл († 1681)
- Зигфрид (1619 – 1620)
- Юлиана Фелицитас (* 1620)